# Viran Morros
Viran Morros de Argila (Barcelona, 15 de desembre de 1983) és un exjugador d'handbol català que ocupava la posició de lateral esquerre. És net de l'antic futbolista Ferran Argila.
Format al planter del Futbol Club Barcelona, el 2003 debutà en la màxima categoria amb el Teucro de Pontevedra. El 2004 marxà a l'Ademar León amb el qual obtingué la Recopa d'Europa (2005), i més tard al Club Balonmano Ciudad Real (2007-11), amb el qual guanyà dues Lliga de Campions (2008, 2009). El 2011 tornà al FC Barcelona on obtingué nombrosos títols. La temporada 2013-2014, va guanyar cinc títols, en un gran any en què l'equip només no va poder guanyar la Copa d'Europa, i a la Lliga ASOBAL va guanyar tots 30 partits disputats, amb un nou rècord de gols, 1146. Des de la temporada 2018-19 jugà amb el PSG francès.

## Palmarès
- 10 Ligues ASOBAL (2007-2008, 2008-2009, 2009-2010, 2011-2012, 2012-2013, 2013-2014, 2014-2015, 2015-2016, 2016-2017, 2017-2018)
- 7 Copa del Rei (2007-2008, 2010-2011, 2013-2014, 2014-2015, 2015-2016, 2016-2017, 2017-2018)
- 8 Supercopa d'Espanya (2007-2008, 2010-2011, 2012-2013, 2013-2014, 2014-2015, 2015-2016, 2016-2017, 2017-2018)
- 9 Copa ASOBAL (2007-2008, 2010-2011, 2011-2012, 2012-2013, 2013-2014, 2014-2015, 2015-2016, 2016-2017, 2017-2018)
- 3 Copes d'Europa (2007-2008, 2008-2009, 2014-2015)
- 1 Recopa d'Europa (2004-2005)
- 1 Supercopa d'Europa (2008-2009)
- 4 IHF Super Globe (2010, 2013, 2014, 2018)
- 2 Lligues franceses (2018-2019, 2019-2020)
- 1 Copa francesa (2018-2019)